# Sphenotrochus
Sphenotrochus is een geslacht van koralen uit de familie van de Turbinoliidae.

## Soorten
- Sphenotrochus (Eusthenotrochus) auritus Pourtalès, 1874
- Sphenotrochus (Eusthenotrochus) gilchristi Gardiner, 1904
- Sphenotrochus (Sphenotrochus) andrewianus Milne Edwards & Haime, 1848
- Sphenotrochus (Sphenotrochus) aurantiacus Marenzeller, 1904
- Sphenotrochus (Sphenotrochus) cuneolus Cairns, 2004
- Sphenotrochus (Sphenotrochus) evexicostatus Cairns in Cairns & Keller, 1993
- Sphenotrochus (Sphenotrochus) excavatus Tenison-Woods, 1878
- Sphenotrochus (Sphenotrochus) gardineri Squires, 1961
- Sphenotrochus (Sphenotrochus) hancocki Durham & Barnard, 1952
- Sphenotrochus (Sphenotrochus) imbricaticostatus Cairns in Cairns & Keller, 1993
- Sphenotrochus (Sphenotrochus) lindstroemi Cairns, 2000
- Sphenotrochus (Sphenotrochus) ralphae Squires, 1964
- Sphenotrochus (Sphenotrochus) squiresi Cairns, 1995

## Uitgestorven soorten
- Sphenotrochus crispus (Lamarck, 1816) †
- Sphenotrochus intermedius (Munster) †
- Sphenotrochus wellsi Cairns, 1997 †